# Dana (Illinois)
Dana – wieś w Stanach Zjednoczonych, w stanie Illinois, w hrabstwie LaSalle.